# USS Porter (DD-356)
DD 356 Porter (Корабль соединённых штатов Портер) — американский эсминец типа Porter, головной в серии.
Заложен на верфи New York Shipbuilding 18 декабря 1933 года. Спущен 12 декабря 1935 года, вступил в строй 27 августа 1936 года. 26 октября 1942 года тяжело повреждён торпедой японской подводной лодки «I-21» севернее островов Санта-Крус. Оставлен экипажем, позднее добит артиллерийским огнём американского эсминца DD 373 «Shaw». Из состава ВМС США исключён 2 ноября 1942 года.